# 12 assalts
12 assalts (títol original en anglès 12 Rounds) és una pel·lícula d'acció estatunidenca del 2009 dirigida per Renny Harlin i produïda per WWE Studios. El repartiment està dirigit per John Cena, al costat d’Aidan Gillen, Steve Harris, Gonzalo Menendez, Brian J. White, Ashley Scott, i Taylor Cole. La pel·lícula es va estrenar als cinemes dels Estats Units el 27 de març de 2009. La pel·lícula va rebre crítiques generalment negatives. Ha estat doblada al català.

## Argument
Una operació per capturar al traficant d'armes Miles Jackson surt malament quan l'home infiltrat de l'FBI els creua. Miles s'escapa amb la seva xicota Erica Kessen en un cotxe d'escapada. Els oficials Danny Fisher i Hank Carver ajuden l'FBI. Troben un vídeo de vigilància de Miles ballant amb Kessen. Una trobada posterior a un semàfor la porta a la mort i a que Miles se l'emportin. Miles jura venjança de Fisher.
Un any després, en Miles s'escapa de la presó i truca a Fisher, que ara és detectiu. Fisher està ferit quan el seu cotxe i casa exploten. Després de la recuperació, Jackson desafia a Fisher a participar en un joc de venjança anomenat "12 assalts". Les explosions van ser "Assalt 1". La xicota de Fisher, Molly, és segrestada a "Assalt 2". Per l’ "Assalt 3", Fisher segueix pistes per localitzar el telèfon mòbil. La següent ronda requereix que Fisher vagi a New Orleans Savings and Loans, on extreu dues caixes de seguretat en 20 minuts enmig d'un incendi actiu.
Mentre Fisher continua amb el joc, el seu amic Carver investiga el segrest de Molly. Els agents de l'FBI també treballen amb ells.
Assalt rere assalt, Fisher segueix avançant i amb prou feines avança.
Fisher finalment entén que els assalts es van manipular des del principi. La mort inevitable en un ascensor també va ser orquestrada per Jackson. Tots els esdeveniments resulten estar connectats. S'adonen que Jackson els portava a treure el poder perquè Homewood Security entra per traslladar els diners en efectiu sense protecció federal de la Casa de la Moneda dels Estats Units a Nova Orleans. El rancor de Jackson contra Fisher només va ser una cobertura per al seu pla per robar aquests diners.
Fisher s'adona que l’"Assalt 12" és una persecució salvatge. Jackson, vestit de guàrdia de seguretat, roba els diners en efectiu. Utilitza la targeta d'identificació de Porter per arribar a un helicòpter d'evacuació mèdica al sostre d'un hospital, transportant els diners dins d'una bossa per a cadàvers. Fisher i Aiken corren cap al sostre de l'hospital, on Aiken és ferit. Jackson activa la bomba del telèfon tàctil i llença l'interruptor. Porter i Fisher salten a una piscina, mentre Jackson es queda a l'helicòpter que explota. La pel·lícula acaba amb Danny i Molly marxant, i Molly volent tornar a casa, però Danny li explica el que li va passar.

## Repartiment
- John Cena com a Danny Fisher
- Aidan Gillen com a Miles Jackson
- Ashley Scott com a Molly Porter
- Brian J. White com a Hank Carver
- Taylor Cole com a Erica Kessen
- Vincent Flood com el detectiu Chuck Jansen
- Steve Harris com a George Aiken
- Gonzalo Menéndez com a Ray Santiago
- Travis Davis com Anthony Deluso
- Kyle Clements com a Dave Fisher
- Billy Slaughter com a tècnic
- Peter "Navy" Tuiasosopo com Willie Dumaine

## Música
La partitura de 12 Rounds va ser composta per Trevor Rabin, que abans havia treballat amb el director Renny Harlin a Deep Blue Sea i Exorcist: The Beginning. Va gravar la seva partitura amb la Hollywood Studio Symphony a l'Eastwood Scoring Stage als Warner Bros. Studios.

### Banda sonora
1. "Feel You" – Crumbland
2. "Ready to Fall" – Rise Against
3. "12 Rounds Suite" – Trevor Rabin

## Recepció

### Taquilla
La pel·lícula es va estrenar al número set de taquilla, guanyant una estimació d'1,75 milions de dòlars el dia d'estrena i 5,3 milions de dòlars el cap de setmana d'obertura. La pel·lícula va recaptar 12.234.694 dòlars als Estats Units i Canadà, i 5.045.632 dòlars a altres territoris, amb un total mundial de 17.280.326 dòlars.

### Resposta crítica
12 assalts ha rebut majoritàriament crítiques negatives de la crítica. Alguns crítics han assenyalat les similituds de la pel·lícula amb la pel·lícula de 1995 Die Hard: With a Vengeance. A Rotten Tomatoes a pel·lícula té un índex d'aprovació del 30% basat en crítiques de 71 crítics. El consens del lloc diu: "Enèrgica però buida, 12 assalts' una trama absurda avança a un ritme ràpid, però no pot dissimular el guió derivat". A Metacritic, la pel·lícula té una mitjana ponderada del 38%, basada en 13 ressenyes. Públics enquestats per CinemaScore va donar a la pel·lícula una nota de B−.
Rob Nelson de Variety va escriure que la pel·lícula és pesada en acrobàcies però lleugera en versemblança, humor, sorpresa, enginy visual o profunditat psicològica. Nathan Rabin de The A.V Club va qualificar la pel·lícula de "basòfia honesta: mai no pretén ser una altra cosa que una ximpleria maníaca" i li va donar una nota C+.

## Mitjans domèstics
12 assalts es va publicar en DVD, Blu-ray Disc i UMD amb un "Extreme Cut" sense classificació de la pel·lícula el 30 de juny de 2009.Durant la primera setmana, 12 assalts es va obrir al número 1 del gràfic de vendes de DVD, venent 208.936 unitats de DVD convertint-se en ingressos de 3,1 milions de dòlars. Al juliol de 2011, s'havien venut 581.834 unitats de DVD, la qual cosa va generar ingressos de 8.884.292 $. Això no inclou les vendes de Blu-ray Disc/DVD de lloguer.

## Seqüeles
Randy Orton protagonitza una seqüela independent titulada 12 Rounds 2: Reloaded. La seqüela es va estrenar el 2013. 12 Rounds 3: Lockdown protagonitzada per Dean Ambrose va ser llançada el 2015.